# 마리아네라 곤살레스
마리아네라 곤살레(Marianela González, 1978년 7월 23일 ~ )는 베네수엘라의 배우, 모델이다.